# Thomer-la-Sôgne
Thomer-la-Sôgne település Franciaországban, Eure megyében. Lakosainak száma 344 fő (2018. január 1.).

## Népesség
A település népessége az elmúlt években az alábbi módon változott:
| Lakosok száma | 212  | 230  | 257  | 284  | 302  | 308  | 319  | 327  | 341  | 344  |
|               | 1962 | 1968 | 1982 | 1990 | 1999 | 2008 | 2011 | 2013 | 2017 | 2018 |